# انریدا
اِنِریدا (به سوئدی: Eneryda) یک منطقه مسکونی است که در بخش المهولت شهرستان کرونوبری در کشور سوئد واقع شده است. جمعیت انریدا در پایان سال ۲۰۱۰ بالغ بر ۳۳۸ نفر بوده است.